# Allophyllus chazeaui
Allophyllus chazeaui är en skalbaggsart som beskrevs av Renaud Maurice Adrien Paulian 1991. Allophyllus chazeaui ingår i släktet Allophyllus och familjen Melolonthidae. Inga underarter finns listade i Catalogue of Life.